# デジタル大図鑑
『デジタル大図鑑』（デジタルだいずかん）は、1999年4月10日から2002年3月16日までNHK教育テレビジョンで放送されていた小学生向けの学校放送である。

## 概要
「生きもの地球紀行」など番組の多くの生き物の映像の中から、選り抜きの映像をコンパクトにまとめて毎回5本ずつ放送していた番組。
テーマ曲の担当は杉本竜一。
番組の終了後、2002年度から学校週5日制が完全実施されたこともあり、土曜日の学校放送は9時 - 9時30分の「幼稚園・保育所の時間」本放送および再放送の2枠を残して終了することになった。もっとも、それも2003年度から9時 - 9時15分の1枠のみになり、2006年度をもって完全に廃止された。

## 放送時間
いずれも日本標準時。別の時間帯での再放送あり。
| 期間                          | 放送時間                                                        |
| ----------------------------- | --------------------------------------------------------------- |
| 1999年4月10日 - 2000年3月18日 | 土曜日 09:45 - 10:00 2000年4月からは数ある再放送枠の1つに転用。 |
| 2000年4月14日 - 2001年4月6日  | 金曜日 10:00 - 10:15                                            |
| 2001年4月14日 - 2002年3月16日 | 土曜日 09:45 - 10:00 本放送枠に復帰。                           |

## ナレーション
- 玄田哲章[1]
- 鶴ひろみ[1]